# Silicon Valley
Silicon Valley (inglese per «Valle del silicio») è un soprannome dato alla zona geografica della Valle di Santa Clara, nella California settentrionale a sud-est di San Francisco, che funge da centro globale per l'alta tecnologia e l'innovazione. Il cuore, nonché città più grande, della Silicon Valley è San Jose che, insieme ad altre importanti città della Valley come Sunnyvale, Santa Clara, Redwood City, Mountain View, Palo Alto, Menlo Park e Cupertino, formano un'area metropolitana di circa 4 milioni di abitanti.

## Storia
La prima azienda di elettronica civile insediata nella Silicon Valley fu la Hewlett-Packard, fondata nel 1939 da due laureati dell'Università di Stanford; tuttavia, il boom si ebbe negli anni cinquanta, grazie ad un incubatore tecnologico creato dall'Università di Stanford, lo Stanford Research Park.
Nella Silicon Valley sono stati sviluppati il circuito integrato a base di silicio, il microprocessore, il microcomputer e molte altre tecnologie chiave. A partire dal 2013, la regione impiegava circa 250.000 lavoratori della tecnologia dell'informazione.

## Origine del nome
Il nome corrente è stato coniato nel 1972 dal giornalista Don C. Hoefler, per indicare la parte meridionale dell'area metropolitana della baia di San Francisco, sostanzialmente coincidente con la Santa Clara Valley nella contea di Santa Clara, in California.
La parola "Silicon" ("silicio") in origine si riferiva al gran numero di innovatori di chip di silicio nella regione e alla forte concentrazione iniziale di fabbricanti di semiconduttori e di microchip (entrambi basati sul silicio), che funsero da polo attrattore per l'insediamento successivo di aziende di computer, produttori di software e fornitori di servizi di rete. "Valley" ("valle"), invece, si riferisce ad una zona della valle di Santa Clara nella contea di Santa Clara, che comprende la città di San Jose e le città circostanti, dove la regione è stata tradizionalmente centrata. La regione si è espansa per includere la parte meridionale della valle fino a Gilroy, e la porzione meridionale delle East Bay nella contea di Alameda.

## Descrizione
Mentre altre società high-tech sono state fondate tra San Jose e nelle altre zone della valle di Santa Clara, e a nord verso le altre due grandi città dalla Bay Area, San Francisco ed Oakland, la Silicon Valley ha due definizioni: una geografica, riferendosi alla contea di Santa Clara, ed una metonimica, riferendosi a tutte le imprese high-tech nella Bay Area o anche negli Stati Uniti. Il soprannome è ora generalmente utilizzato come sineddoche per il settore economico americano di alta tecnologia. Il nome divenne anche un sinonimo globale per la ricerca e le imprese high-tech e centri tecnologici.
L'area è sede di molte grandi aziende specializzate in alta tecnologia provenienti da svariate zone del mondo, tra cui la sede di 39 aziende nel "Fortune 1000", e migliaia di aziende startup. Silicon Valley rappresenta anche un terzo di tutto l'investimento di venture capital negli Stati Uniti; ciò che ha fatto sì che avessero la leadership e nel campo dell'innovazione high-tech e nello sviluppo scientifico e tecnologico in generale.

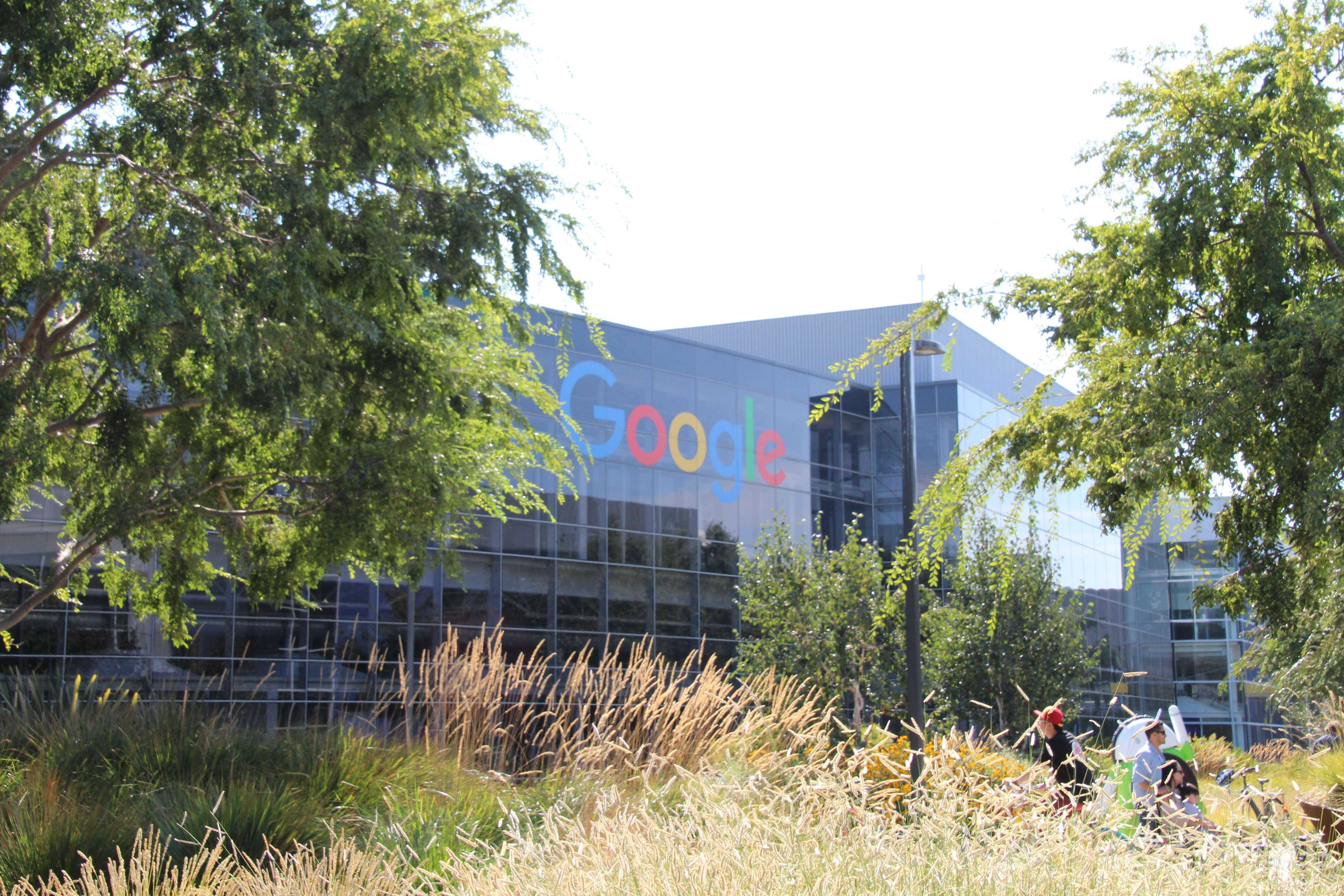
Sede di Google a Mountain View
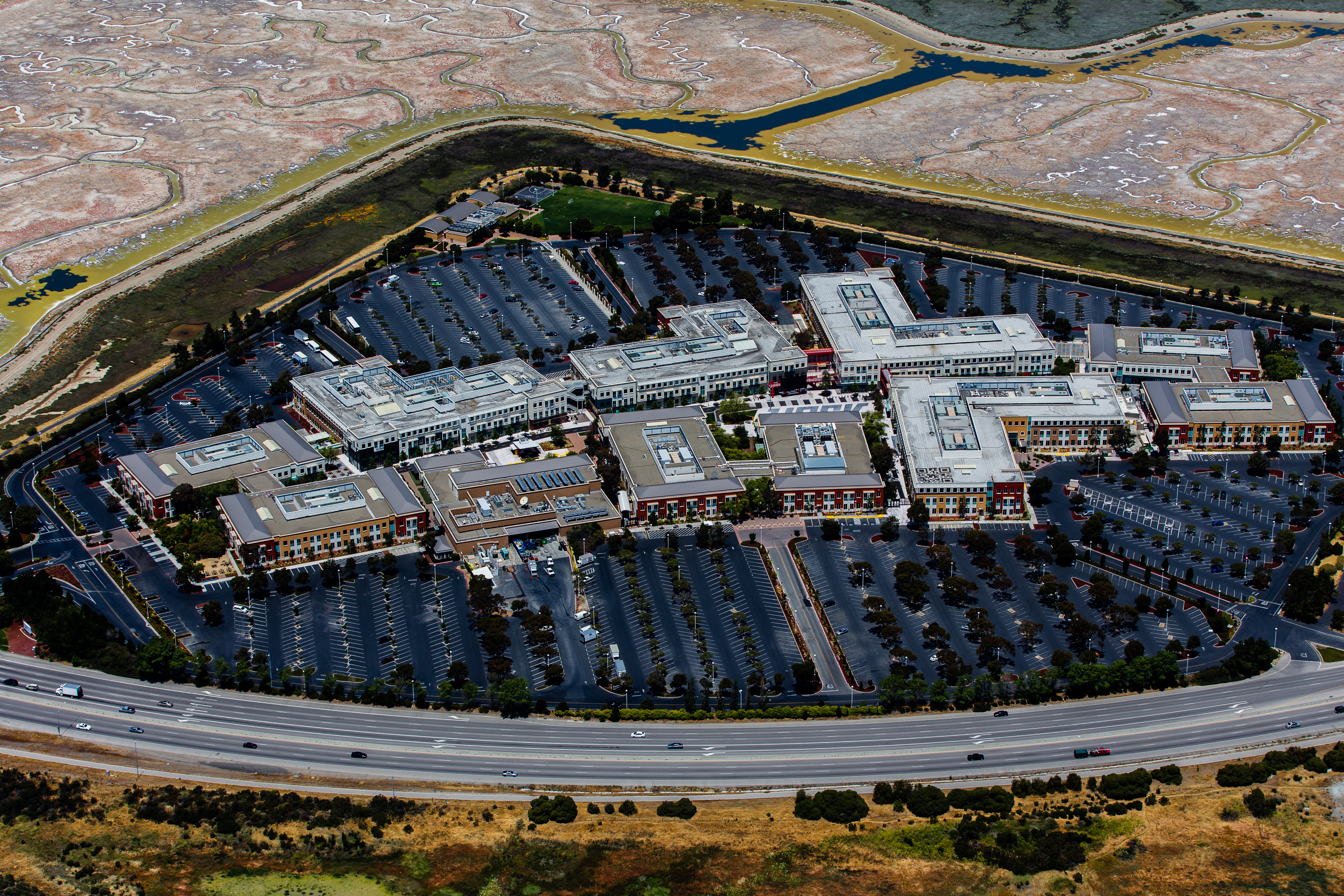
Sede di Meta Platforms a Menlo Park
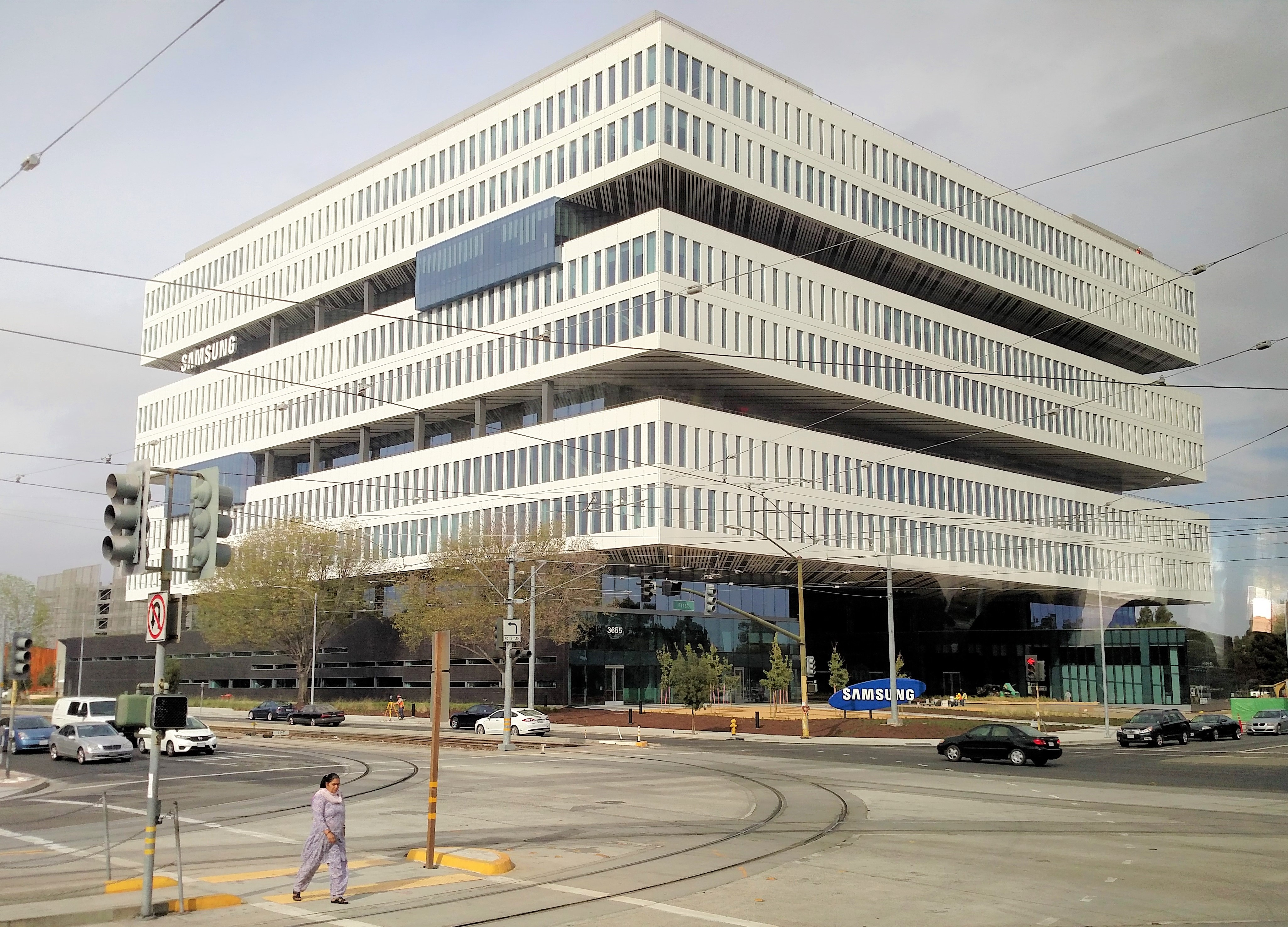
Samsung a San Jose
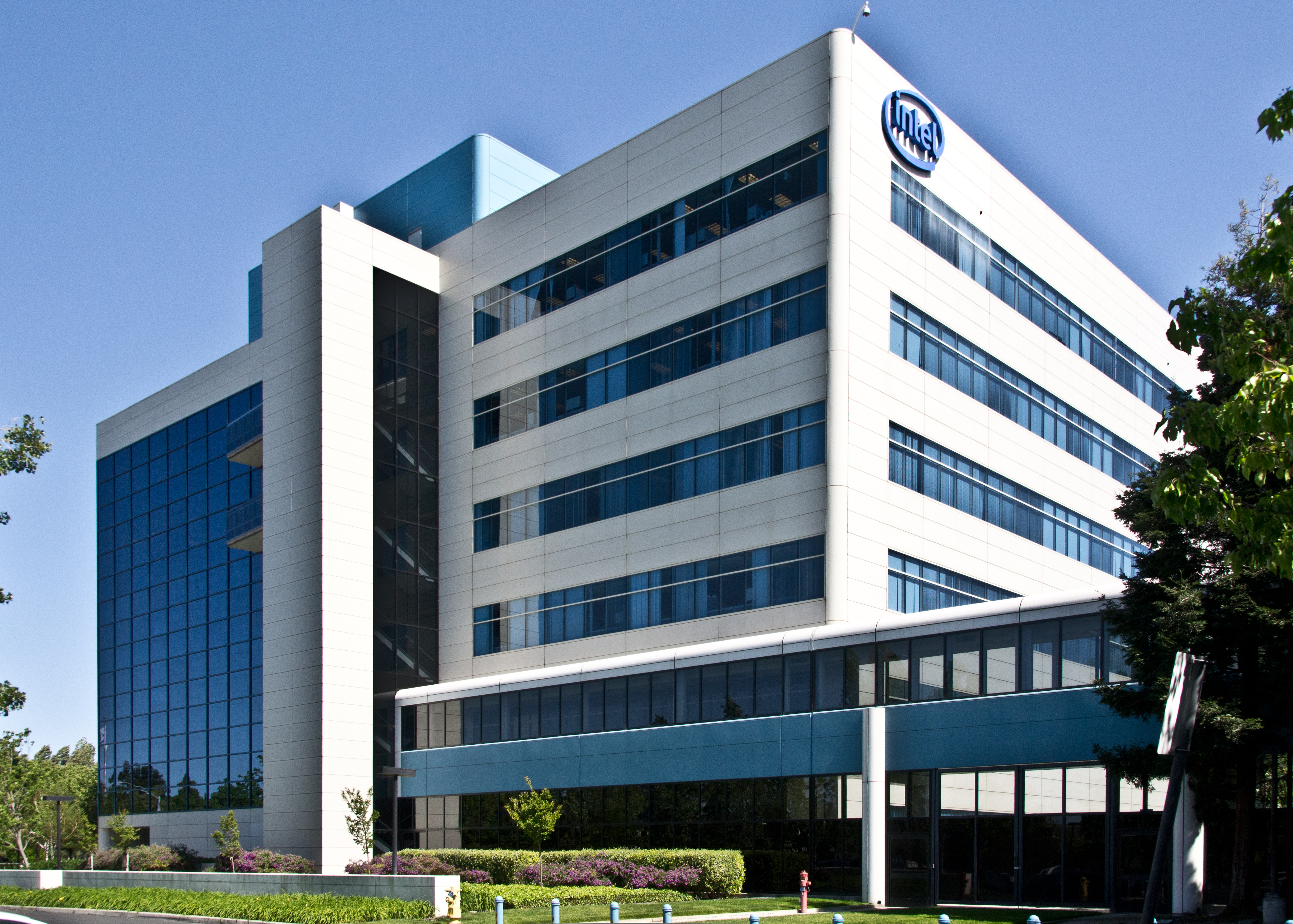
Sede di Intel a Santa Clara
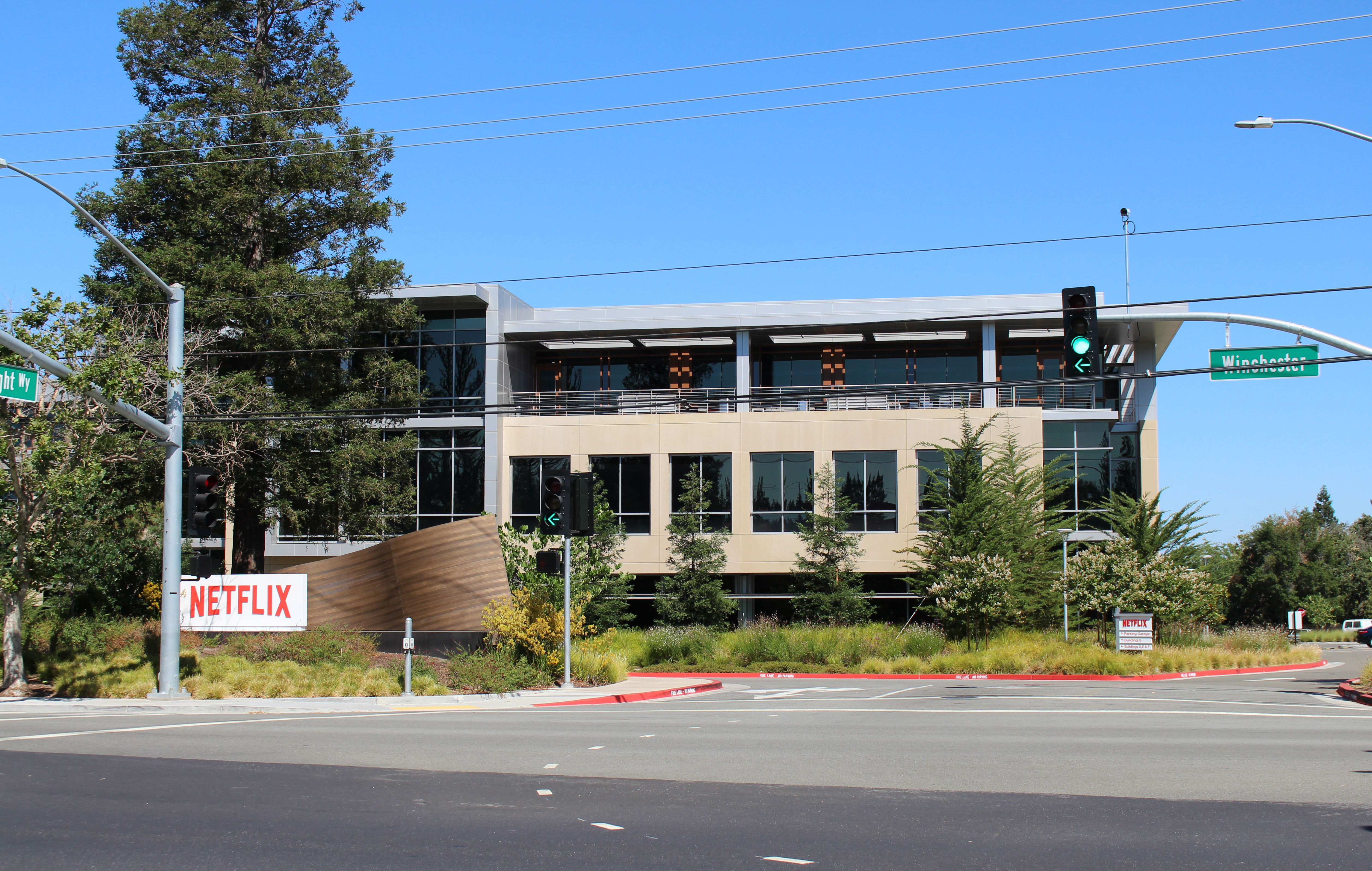
Sede di Netflix a Los Gatos
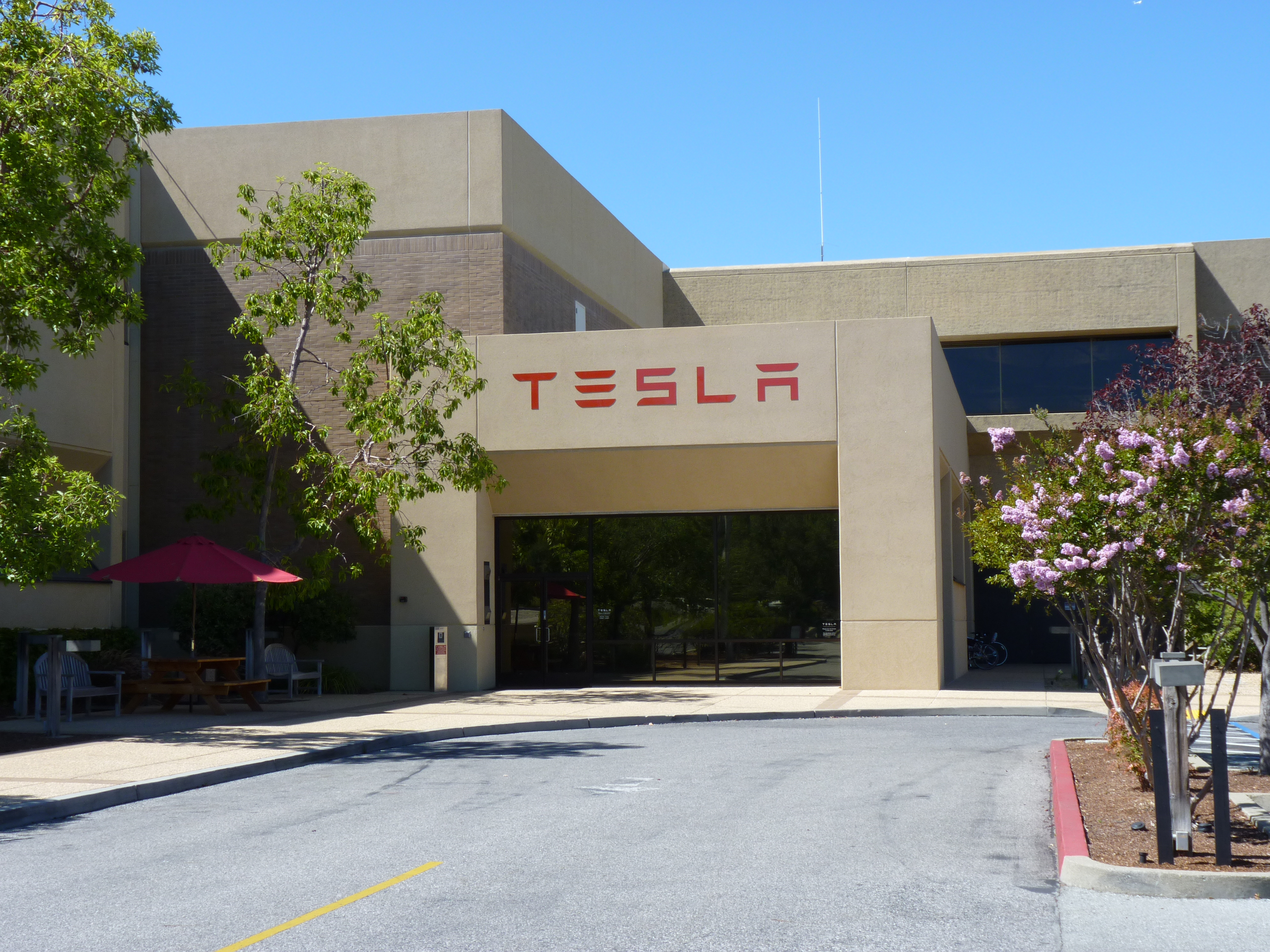
Tesla a Palo Alto
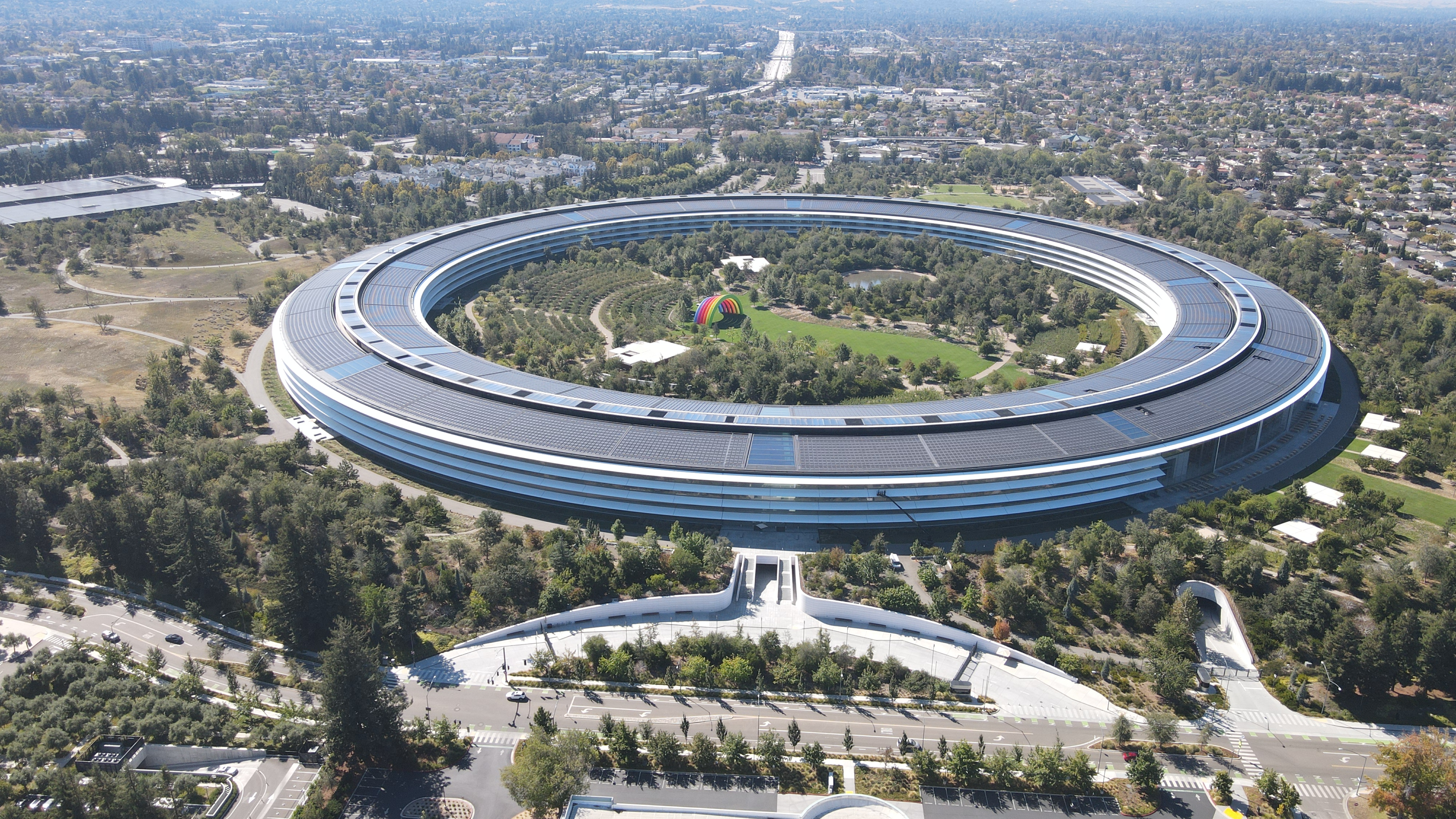
Sede di Apple a Cupertino
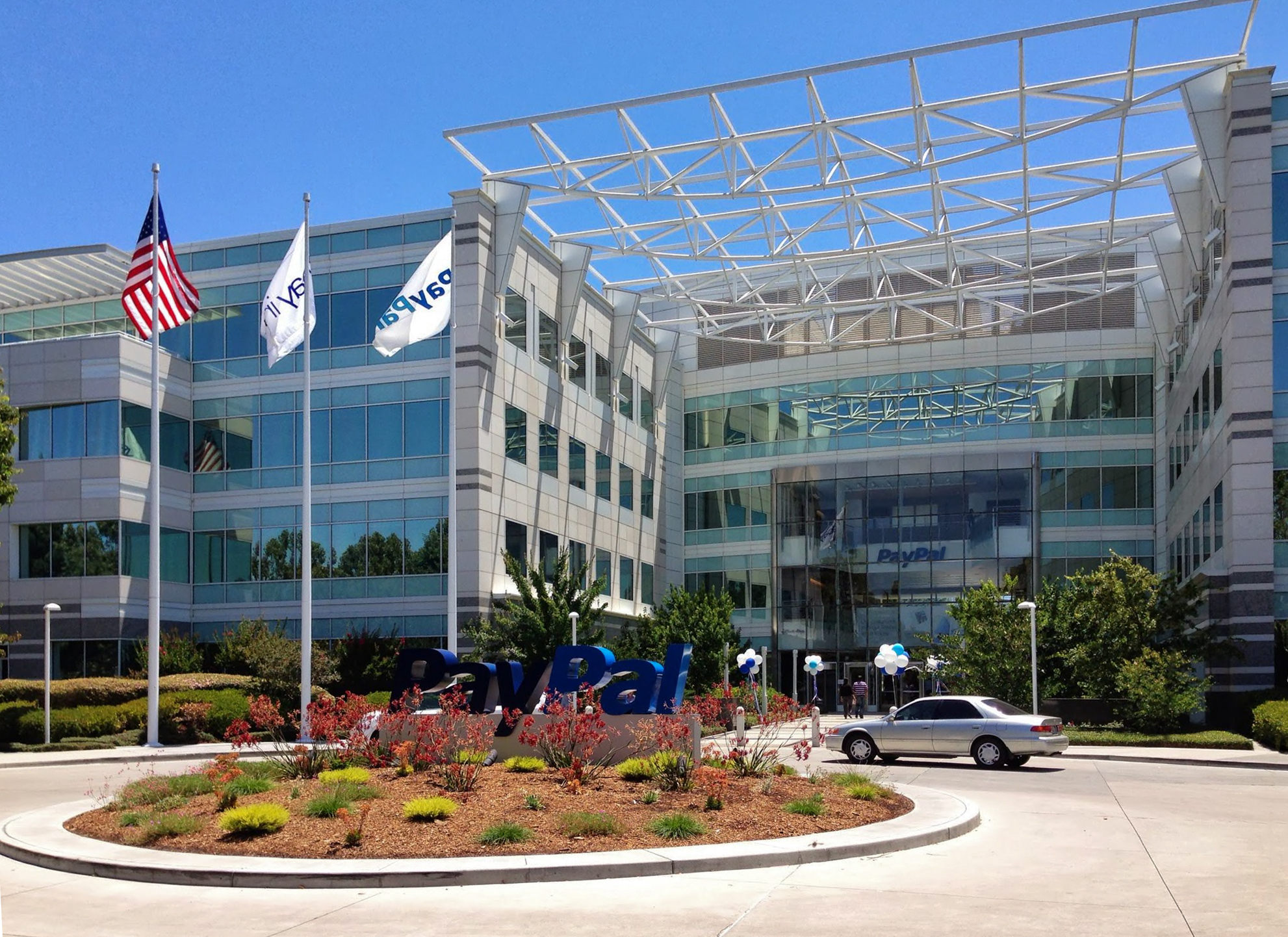
Sede di PayPal a San Jose

## Aziende principali
Tra le principali imprese vi sono:
- 3Com (Comprata da Hewlett Packard)
- Adobe
- Advanced Micro Devices (AMD)
- Amazon (divisione hardware)
- Apple
- Cisco Systems
- eBay
- Electronic Arts
- Fairchild Semiconductor
- Google
- Hewlett-Packard
- Huawei
- Intel
- LinkedIn
- Lockheed Martin
- Meta
- Microsoft (divisione hardware)

- Netflix
- Nvidia
- PayPal
- Salesforce.com
- SanDisk
- Square, Inc.
- Sun Microsystems
- Symantec
- Tesla
- Texas Instruments
- Visa
- VMWare
- PornHub
- X
- Xerox
- Yahoo!
- Zoom Video Communications

## Università
- San Jose State University
- Santa Clara University
- Università di Stanford

## Città
Le città comprese nella Silicon Valley (in ordine alfabetico):
- Alviso
- Atherton
- Berkeley
- Cupertino
- Fremont
- Los Altos
- Los Gatos
- Menlo Park
- Mountain View
- Milpitas

- Newark
- Oakland
- Palo Alto
- Redwood City
- San Jose
- Santa Clara
- Saratoga
- Sunnyvale
- San Francisco
- Union City